# Paula Ioan
Paula Ioan, olykor Ion, (Bukarest, Románia, 1955. április 1. –) román szertornász, olimpikon.
1970-ben felkerült a Nemzetközi Torna Szövetség Világszínvonalú tornászok listájára.

## Életpályája
A válogatottban edzői Emilia Vătășoiu-Liță, Nicolae Covaci és Atanasia Albu voltak.

### Juniorként
1970-ben a Junior Barátság Turnén Gottwaldovban a csapattal is, és gerendán Stoldukovával megosztva ötödik helyen zárt.

### Felnőttként

#### Országos eredmények
Az 1972-es országos bajnokságon ugrásban bajnoki címet, egyéni összetettben pedig bronzérmet nyert.

#### Nemzetközi eredmények
Románia Nemzetközi Bajnokságán egyéni összetettben 1970-ben kilencedik, 1972-ben harmadik, 1975-ben pedig a bolgár Pejkovával megosztva tizenharmadik helyet ért el.
Az 1972-es Hollandia-Románia kétoldalú találkozón a csapattal első, egyéni összetettben negyedik, a Románia-Kínán a csapattal első, egyéni összetettben második, az 1974-es Románia-Magyarországon egyéni összetettben tizenegyedik helyezett volt.

##### Világbajnokság
Két világbajnoki szereplése közül az elsőn 1970-ben Ljubljanában a csapattal (Elena Ceampelea, Elisabeta Turcu, Alina Goreac, Olga Ştefan, Rodica Apăteanu) ötödik, egyéni összetettben pedig a huszonnegyedik helyen végzett.
Másodszor, 1974-ben Várnában a csapattal (Elena Ceampelea, Alina Goreac, Anca Grigoraș, Aurelia Dobre, Rodica Sabău) negyedik, egyéni összetettben pedig harmincnegyedik helyezett volt.

##### Olimpiai játékok
Az olimpiai játékoknak egyetlen kiadásán vett részt, éspedig az 1972. évi nyári olimpiai játékokon Münchenben, ahol a hatodik helyen végzett a csapattal, melynek többi tagja Elena Ceampelea, Alina Goreac, Anca Grigoraș, Elisabeta Turcu és Marcela Păunescu volt.

## Díjak, kitüntetések
A Nemzetközi Torna Szövetség 1970-ben felvette a Világszínvonalú tornászok listájára.